# 聖救恩教堂
聖救恩教堂是位於克羅埃西亞弗爾利卡市中心西北8公里处的一座前罗曼式教堂。教堂位于采蒂納河沿岸，修建於9至10世紀時期。之后，它屡遭外族人的破坏。
这座教堂在克罗地亚占有非常重要的地位，因为它是唯一一座保存至今的建于東西教會大分裂前，并且有钟楼的教堂。

## 图集

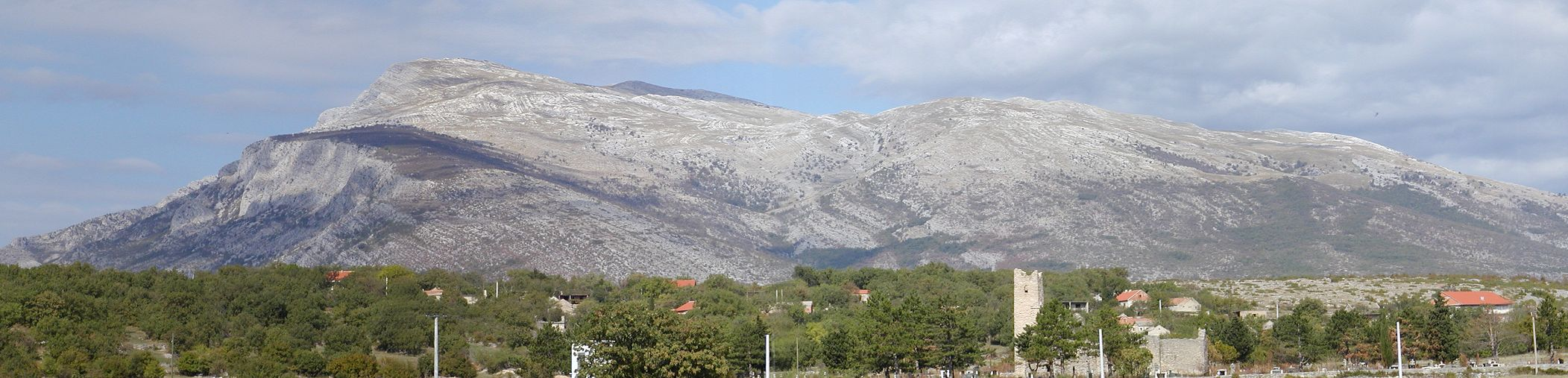
圣救恩教堂坐落在迪納拉山前
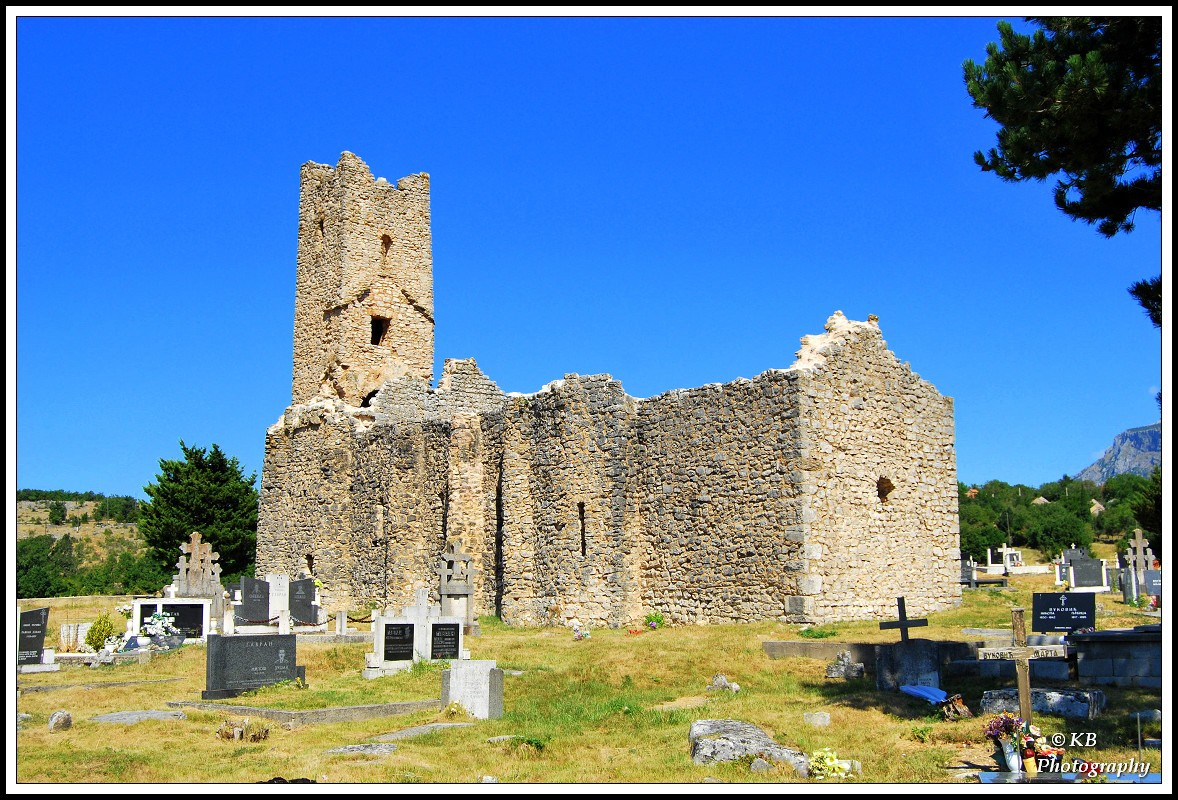